# 밤의 가요쇼
《밤의 가요쇼》는 대한민국의 MBC에 방송됐던 예능 텔레비전 프로그램이다.

## 방송 일정
- 1989년 5월 4일 ~ 1989년 10월 26일 : 매주 목요일 밤 10시 50분 ~ 11시 40분

## 진행자
- 이주일

## 에피소드 목록
- 1989년 5월 4일 : 최성수, 양수경, 정수라, 양수경
- 5월 11일 : 도시의 아이들, 김완선, 김종찬, 유연실, 원중희, 안다성
- 5월 25일 : 조용필, 이지연, 이남순, 이선희, 최진희, 이자연
- 6월 1일 : (불명)
- 6월 8일 : 이한칠, 권혜경, 최진희, 정수라, 남일해, 현미, 김용만, 김상희, 현철
- 6월 15일 : 명국환, 안일남, 주연, 김정구, 남상규, 현철, 설운도, 김연자
- 6월 22일 : 다이내믹스, 최진희, 신세영, 고대원, 주현미, 윤향기, 김지애, 유연실, 금사향
- 6월 29일 : 김정구, 안다성, 방주연, 설운도, 김부자, 박경원, 권혜명, 강현우, 주현, 김성배
- 7월 6일 : 김희갑, 남일해, 김경남, 설운도, 태진아, 유연실, 현미, 방주연, 안다성
- 8월 3일 : 주현미, 현철, 김부자, 이미자
- 8월 10일 : (불명)
- 8월 17일 : (불명)
- 8월 24일 : 조미미, 설운도, 남백송, 금사향, 계수남, 최희준, 윤일로
- 8월 31일 : 한복남, 설운도, 김상희, 안다성, 김지애, 혜은이
- 9월 7일 : (불명)
- 9월 21일 : 안일남, 정훈희, 남일해, 송대관, 현미
- 9월 28일 : 해외 이산가족 사연과 신청곡
- 10월 5일 : 한국인의 옛가요 베스트 10
- 10월 12일 : 최희준, 송대관, 주현미, 최진희, 현미, 김희갑, 오기택
- 10월 19일 : 가을애창가요 모음
- 10월 26일 : 박상규, 조미미, 주현미, 이선희

## 같이 보기
- 주부가요열창
- MBC 가요베스트
- 텔레비전 음악
- 트로트